# You've Got a Way
You've Got a Way è un singolo della cantante canadese Shania Twain, pubblicato nel 1999.
Questo è stato l'ottavo singolo tratto dal suo album del 1997 Come on Over. Scritto da Mutt Lange e Twain, la canzone venne originariamente concessa alle stazioni radio dei paesi del Nord America nella primavera del 1999. La canzone è stata remixata e utilizzata anche per il film Notting Hill. "You've Got a Way" è stata inclusa nel Come on Over Tour ed è stata nominata come "canzone dell'anno" ai Grammy Awards del 2000. La canzone non è presente nel suo Greatest Hits.

## Classifiche
"You've Got a Way" ha debuttato nella Billboard Hot Singles & Tracks chart la settimana del 19 giugno 1999 al numero 61, il più alto debutto della settimana. Il singolo trascorse 20 settimane in classifica, salendo al 13º posto, il suo massimo, il 14 agosto 1999, dove rimase per una settimana. "You've Got a Way" è diventata la prima canzone dell'album Come on Over che non raggiunse la top ten; fu tuttavia, il suo 14° (ottavo consecutivo) singoli tra i top 20.
| Classifica                                  | Massima posizione |
| ------------------------------------------- | ----------------- |
| Australia                                   | 28                |
| Canadian Singles Chart                      | 17                |
| Canada RPM Country Singles                  | 1                 |
| Nuova Zelanda                               | 17                |
| U.S. Billboard Hot Country Singles & Tracks | 13                |
| U.S. Billboard Adult Contemporary           | 6                 |
| U.S. Billboard Hot 100                      | 49                |